# Елк Айланд (национален парк)
Елк Айланд е национален парк на Канада. Първоначално е обявен за резерват през 1906 г., а през 1913 г. е създаден националния парк. Парка е с площ от 194 км2. Намира се на 48 км източно от Едмънтън, Албърта.
Единственият национален парк в Канада ограден с ограда. В резултат на огражденията се използват интензивни техники за управление, за да се поддържа и подобрява екологичната цялост и биоразнообразието. В парка се комбинират пасища и влажни зони, които осигуряват идеална природна среда за лосове, елени, бизони, койоти и дребни животни, както и за около 230 вида птици
Услугите, които се предлагат в парка са къмпингуване, каране на кану, голф и каране на ски.
В миналото района на парка е част от традиционната родина на племето крии. Европейските заселници пристигат през късния 19 век и избутват коренното население на запад. Днес хората с украинско потекло са доминиращото население на областта. 